# Serruelles
Serruelles település Franciaországban, Cher megyében. Lakosainak száma 67 fő (2022. január 1.). Serruelles Châteauneuf-sur-Cher, Chavannes, Levet, Saint-Germain-des-Bois és Corquoy községekkel határos.

## Népesség
A település népessége az elmúlt években az alábbi módon változott:
| Lakosok száma | 57   | 52   | 61   | 57   | 65   | 76   | 74   | 68   | 68   | 67   |
|               | 1968 | 1982 | 1990 | 2006 | 2013 | 2015 | 2017 | 2019 | 2020 | 2022 |